# Tambour-major
Pour les articles homonymes, voir Tambour et Major.

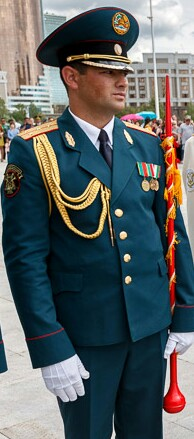
Un tambour-major tadjik.

Le tambour-major est le sous-officier chargé de diriger une formation musicale militaire lors de défilés tels que :
- Batterie-fanfare
- Fanfare
- Harmonie militaire

Il convient de ne pas le confondre avec le tambour, simple instrumentiste.

## Canada
L'insigne du tambour-major est un tambour surmontant quatre chevrons inversés.
Le tambour-major occupe souvent également la fonction de directeur musical associé et donc adjoint de l'officier commandant la formation musicale.

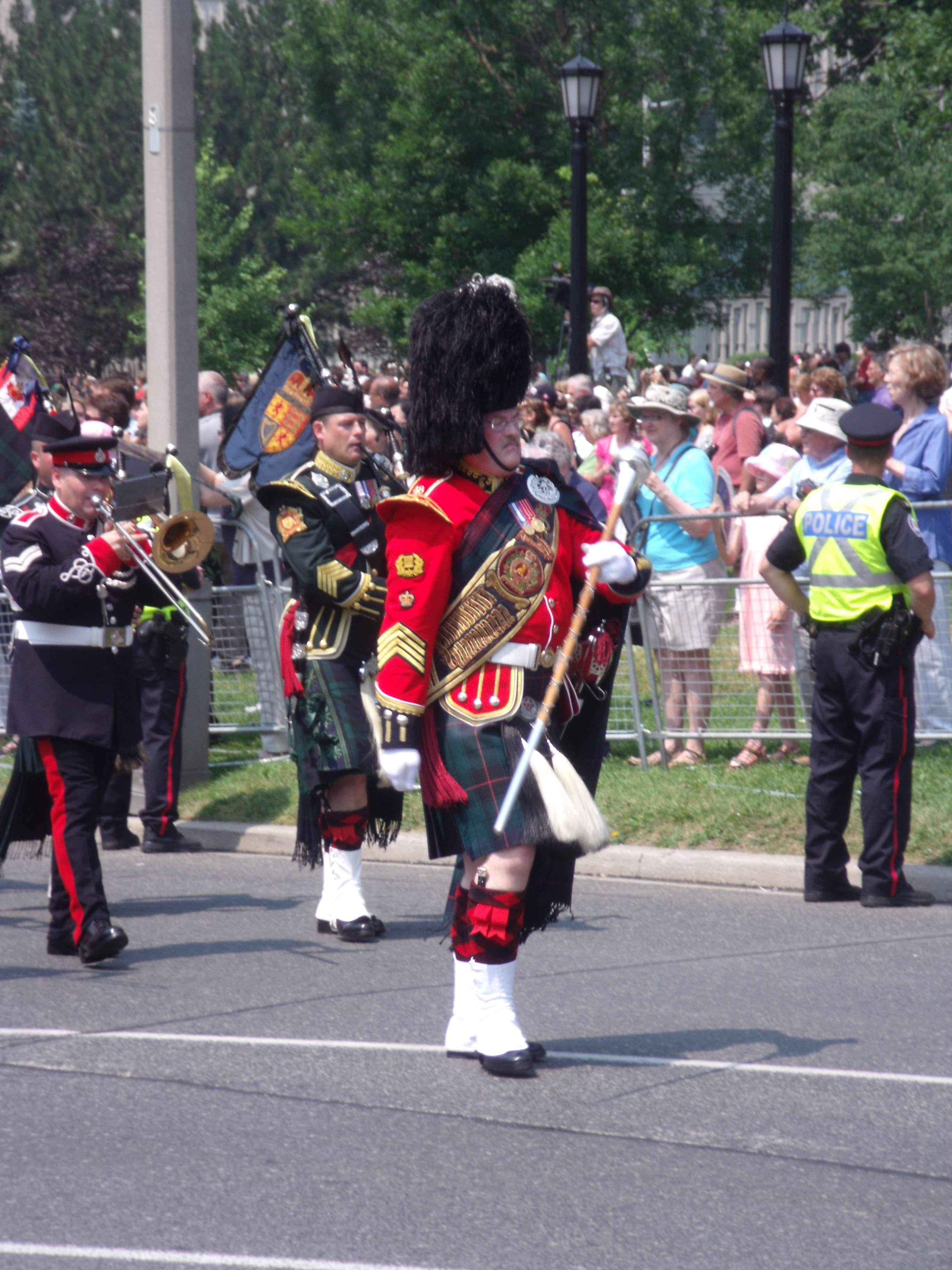

## France
En France, tambour-major est une fonction et non un grade. C'est en général un adjudant ou un adjudant-chef qui porte les attributs de son grade et de son arme. Pour marquer sa fonction, il porte une canne qui lui sert au commandement de la batterie.
C'est également, dans la société civile, le titre que porte le guide des bandes, c'est-à-dire des cortèges, des carnavals de Dunkerque et sa région. Il est vêtu en tenue de tambour-major du Premier Empire et parfois accompagné par une cantinière également en uniforme de cette époque. À Dunkerque pendant le carnaval, la musique de la Bande des Pêcheurs est emmenée par un Tambour-Major. Ce personnage est primordial, puisque c'est lui qui conduit la Bande, marque les pauses et les chahuts. Le premier tambour-major dont on a connaissance menait la musique en 1850 ; il était coiffé d'un shako loué chez un fripier et avait pour nom Pint'je Bier, en référence à la boisson locale. Cette tradition fut ensuite poursuivie par ses successeurs. Le plus célèbre tambour-major du carnaval de Dunkerque fut Jean Minne dit Cô-Pinard II. En sa mémoire fut écrit l'Hymne à Cô-Pinard, qui est chanté à la fin des carnavals de Dunkerque et sa région, juste avant la Cantate à Jean Bart.
À Aniche depuis 1911, une fête communale en l'honneur de Kopierre, le tambour-major et aide-forgeron, rend hommage à Alexandre-Joseph Consil qui fut le tambour-major de l'école Saint-Cyr lors du défilé au 14 juillet à Paris en 1879.

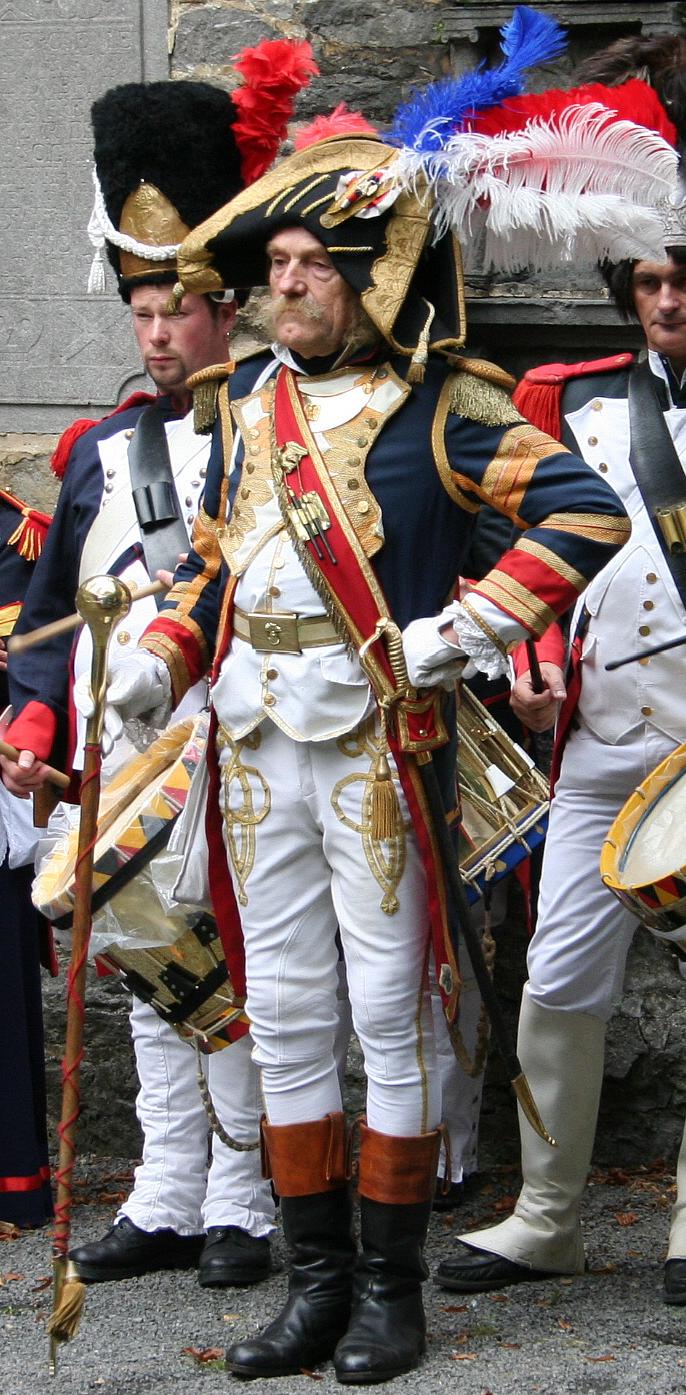
Un tambour-major des Grenadiers de la garde impériale (Soignies).
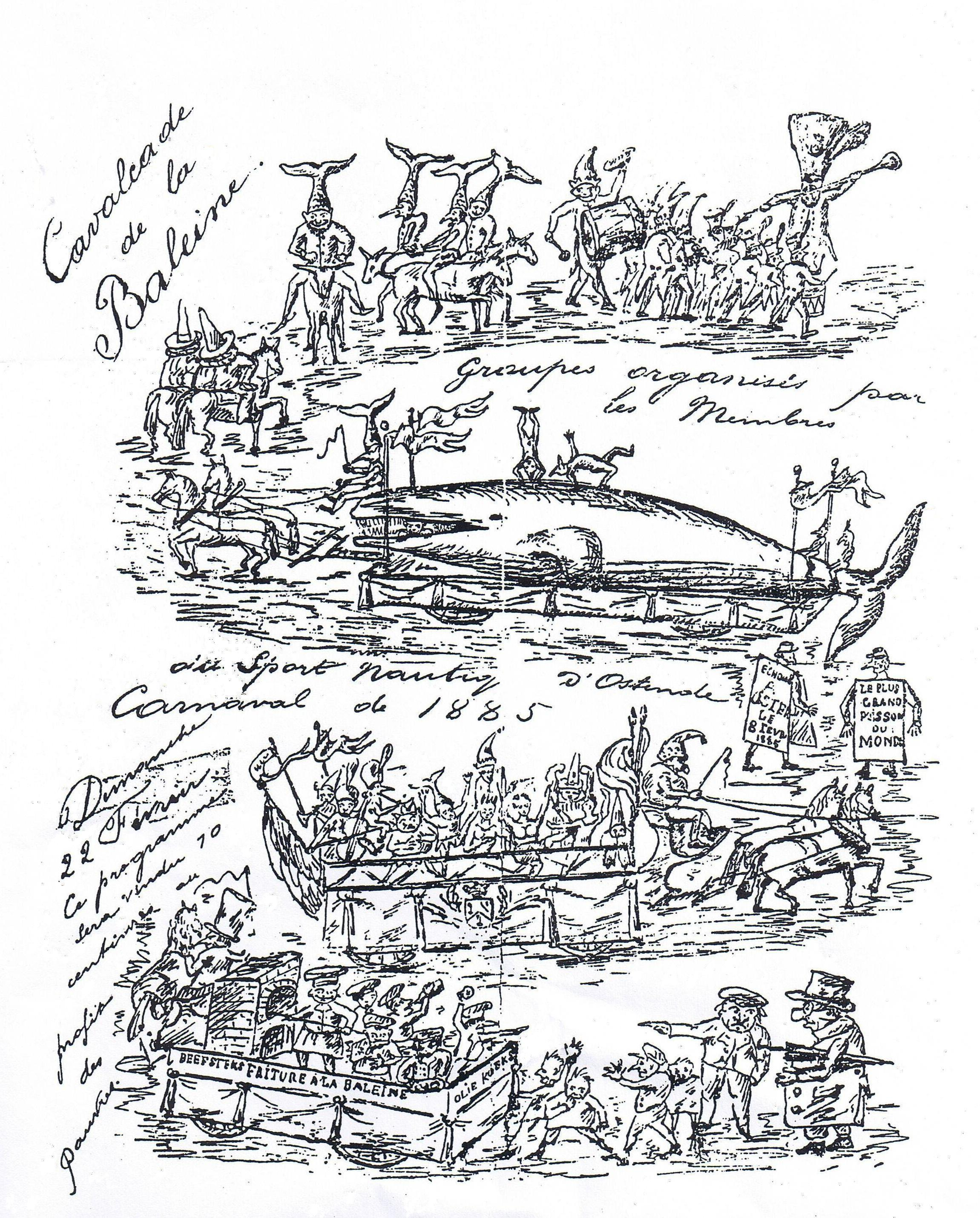
La fanfare guidée par un tambour-major, pareil à ceux du carnaval dunkerquois, mène la Cavalcade de la Baleine au carnaval d'Ostende 1885.

## Belgique

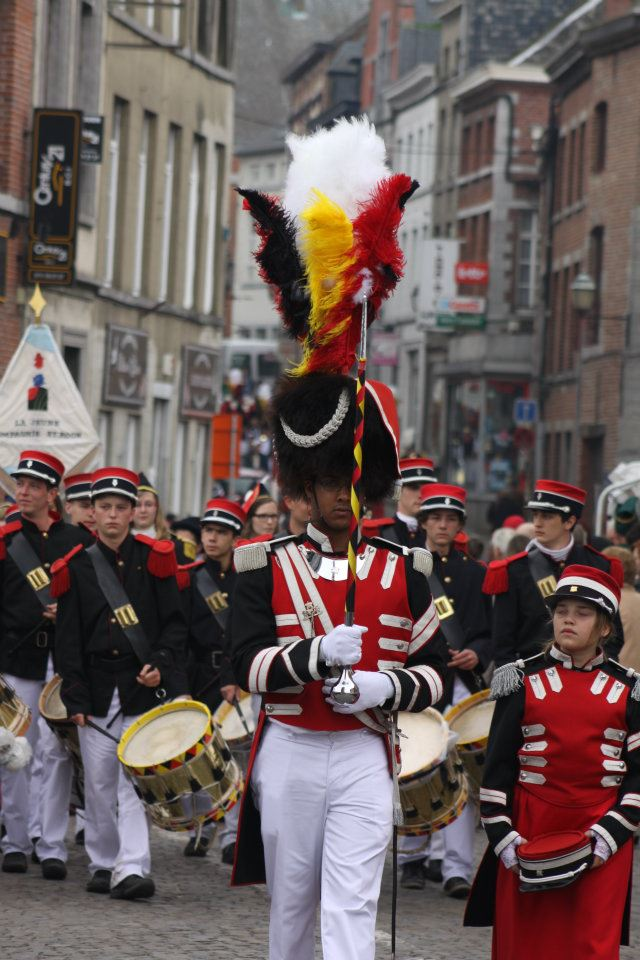
Tambour-major de la Jeune Compagnie (Compagnie St-Roch) – Thuin

En Belgique, et particulièrement dans l'Entre-Sambre-et-Meuse, il existe une ancienne tradition qui consiste à honorer le(s) saint-patron(s) du village ou de la ville en défilant dans les rues avec les reliques de ce(s) saint(s)(St Pierre et Paul, St Roch, Trinité) Cette tradition est connue sous le nom de « Marches folkloriques de l'Entre-Sambre-et-Meuse ». Les « marcheurs de l'Entre-Sambre-et-Meuse » défilent en costumes militaires, souvent semblables à ceux que portaient les militaires de l'armée napoléonienne.
Tous ces marcheurs, qui sont volontaires pour un weekend sur l'année, défilent au rythme d'une batterie de fifres et tambours (parfois accompagnée d'une fanfare). Cette batterie est dirigée par un tambour-major (le plus souvent civil dans la vraie vie) qui, par les mouvements de sa canne, indique le type de marche à jouer, marque la cadence et signale la fin des marches. Les tambours interprètent ces instructions. Les mouvements du tambour-major de ces marches folkloriques sont différents des mouvements d'un tambour-major de l'armée belge par exemple.
Accéder à une place de tambour-major dans les marches militaires folkloriques de l'Entre-Sambre-et-Meuse est un honneur qui ne demande pas de diplôme particulier mais exige quand même un certain savoir-faire. Avant toute chose, il convient de connaître chaque ordonnance, le mouvement qui s'y rapporte et savoir quand exécuter cette musique. Le répertoire musical est tellement vaste que l'on ne sait pas exactement combien de « marches » il existe. Le tambour-major, comme les tambours qu'il dirige, doit connaître la majorité du répertoire afin de savoir comment mettre fin à une marche (d'ailleurs, généralement, le tambour-major sait jouer du tambour).

## Dans la fiction
- Dans Woyzeck de Georg Büchner, pièce inachevée écrite en 1836, et ses adaptations successives, le personnage éponyme, barbier militaire, est rudoyé par un tambour-major qui séduit sa femme.
- Dans La Fille du tambour-major, opéra-comique de Jacques Offenbach créé en 1879, la jolie Stella et son père le tambour-major servent dans l'armée de Bonaparte pendant la campagne d'Italie.
- Dans Zuzu the Band Leader (titre français : Mabel, tambour-major), film court burlesque de Mack Sennett sorti en 1913, Mabel Normand incarne la vedette d'une fanfare[4].

## Ouvrages
- Robert Goute, Manuel du Tambour-Major, 1re éd. chez l'auteur (imprim. à Chantonnay, P. Gaultier), 1962, 128 p.  (notice BnF no FRBNF33028719) ; rééd. Charnay-lès-Mâcon, éditions Robert Martin, 1988, 217 p. .
- Philippe Alibert, Initiation à la technique de la canne de Tambour-Major, éditions Alphonse Leduc, 1987, 44 p.

## Liens
- Collection iconographique "Le Tambour-Major à travers les siècles"
- Biographie exclusive de Robert Goute, Tambour-Major de la Musique de l'Air, auteur du "Manuel du Tambour-Major"
- Association des Marches folkloriques de l'Entre-Sambre-et-Meuse
- Musée des Marches militaires folkloriques de l'Entre-Sambre-et-Meuse